# Idioma magahi
El magadhi (autoglotónimo: «मगही, magahī) es una lengua indoaria hablada por 11.362.000 personas en India. El magahi es cercano con el bhojpuri y también el maithili y a veces se menciona estos idiomas conjunto como una sola lengua "bihari". Estos, junto con otros varios idiomas relacionados, son conocidos como lenguas bihari los cuales forman un subgrupo del grupo oriental de lenguas indoarias.
Se cree que una forma antigua de magahi, conocida como prácrito magadhi, haya sido el idioma hablado por Buda, y que sea la lengua del antiguo reino de Magadha.
Los casi 13 millones de hablantes viven en el área de Magadha del estado de Bihar. Esto comprende ocho distritos de Bihar que incluyen a las ciudades de Patna, Gaya, Aurangabad, Jehanabad, Nalanda, Munger y Bhagalpur así como los distritos circundantes. También se habla magahi en partes de Hazaribagh, Giridih, Palamu (ant. Palamau) en total tres distritos de Jharkhand y se encuentran algunos hablantes en Malda, Bengala Occidental. Normalmente se escribe empleando la escritura devánagari.
Se pensó erróneamente que estos idiomas eran dialectos inodarios relacionados cercanamente con el hindi, pero se ha demostrado más recientemente que todas las lenguas del grupo indoario oriental descendientes del antiguo ardhamagadhi, mostrando mucha similitud, junto con el bengalí, el asamés y el oriya. El magahi tiene una rica y antigua tradición de canciones e historias populares. Por su parte el hindi y otras lenguas indoarias centrales serían descendientes del antiguo śauraseni.